# Frazer Richardson
Frazer Richardson (Rotherham, 29 ottobre 1982) è un ex calciatore inglese, di ruolo difensore.

## Carriera
Con la maglia del Leeds United ha giocato in Coppa UEFA.